# Іваново-Самарське
Іва́ново-Сама́рське (рос. Иваново-Самарское, удм. Ули Посьтол) — присілок в Малопургинському районі Удмуртії, Росія.
До присілка було приєднане сусідній присілок Старий Постол, що знаходиться на лівому березі річки Постолка.
Урбаноніми:
- вулиці — Будівельна, Зарічна, Молодіжна, Нагірна, Соснова, Центральна

## Населення
Населення — 433 особи (2010; 361 в 2002).
Національний склад станом на 2002 рік:
- удмурти — 90 %